# 애덤스가

애덤스가의 문장

애덤스가(영어: Adams family)는 18세기 후반부터 20세기 초반까지 미국에서 중요한 정치 가문이었다. 매사추세츠 동부를 기반으로 보스턴 브라만 공동체의 일부를 형성했다. 이 가문은 영국 서머셋주 바튼 세인트 데이비드의 헨리 애덤스에서 유래한다. 두 대통령과 그 후손 역시 메이플라워호를 타고 미국으로 건너온 존 올든의 후손이다.
애덤스 가문은 같은 성을 가진 미국의 대통령 두 명을 배출한 네 가문 중 하나이다.